# Konstnären Eva Bonnier
Konstnären Eva Bonnier är en oljemålning av den svenske konstnären Richard Bergh från 1889. Den är utställd på Nationalmuseum i Stockholm sedan 1897.
Målningen är ett porträtt av konstnärskollegan Eva Bonnier. I artikeln Anteckningar om porträttmåleri från samma år betonade Bergh miljöns betydelse. De båda konstnärerna diskuterade hur målningen skulle utformas och Bonnier avslog Berghs förslag att avbilda henne i sin yrkesroll med konstnärsattribut. Istället valdes en borgerlig hemmiljö.